# 레지널드 블라이스
레지널드 호러스 블라이스(영어: Reginald Horace Blyth, 1898년 12월 3일 ~ 1964년 10월 28일)는 영국의 작가, 교육자이다.

## 생애
1916년 제1차 세계대전 당시 양심적 병역거부자, 평화주의자로서 징집영장을 거부하여 투옥되어 2년간 옥살이를 했다. 전후에는 런던 대학에서 공부하고 1923년에 졸업하였다.
1924년 대학 동기였던 애니 베르코비치와 결혼한 후 인도로 건너갔다가 1925년에 조선(당시 일제강점기)의 경성제국대학의 영어영문학 교수로 부임하게 된다. 런던대학에서 같이 공부했던 후지이가 같은 대학에 교수로 부임하면서 초빙한 인연이었다. 솔직한 성격과 이야기로 학생들에게 인기가 많았으며, 조선인 학생 한명을 입양해서 영국에 유학을 보내기도 하였다. 또한 절에서 참선을 배워 즐겨 하였다.
1935년 영국에서 결혼했던 부인과 이혼하고 1937년에 경성에서 만난 일본인 키시마 토미코와 재혼했다. 이후 일본 가나자와로 이주해서 가나자와 제4고등학교 (가나자와 대학 전신)에서 영문학 교수로 재직했다.
제2차 세계대전이 발발하자 블라이스는 적국시민으로 분류되어 고베의 수용소에 갇히게 되었다. 그는 일본편을 들고 일본시민권을 취득하고자 하였으나 거절되었다. 전쟁 와중에 공습으로 그가 수집한 방대한 도서들은 모두 소실되고 말았다.
전후에는 일본황실의 연락관으로서 일본과 미국간의 평화교섭을 위해 일했으며 쇼와 천황가 신이 아니라 인간이라는 선언(인간선언)을 작성하는 데 관여하였다.
1946년 블라이스는 가쿠슈인 대학의 영문학 교수로 부임해서 아키히토 왕세자에게 영어를 가르쳤다. 한편으로는 서구사회에 선불교와 하이쿠를 널리 알리는 데 기여했다.
블라이스는 1964년 뇌종양과 폐렴합병증으로 도쿄도에서 사망했고, 유골은 가마쿠라시에 있는 임제종 도쿄지에 그의 오랜 친구였던 스즈키 선사옆에 안치되었다.

## 저서(일부)
- Zen in English Literature and Oriental Classics, The Hokuseido Press, 1942. ISBN 0-9647040-1-3
- Haiku, 1949-1952. The Hokuseido Press, ISBN 0-89346-184-9

## 같이 보기
- 경성제국대학